# 列支敦士登议会
列支敦士登親王國議會（德語：Landtag des Fürstentums Liechtenstein），通称列支敦士登议会，是列支敦士登的国家立法机关。列支敦士登议会实行一院制，任期4年。

## 資格
年滿18周歲、擁有永久居留權並在選舉前至少居住1個月者，為列支敦士登之合資格選民，有權投票及競選公職。選區之候選人名單須獲得至少30名選民提名，惟每位選民只能最多提名一名候選人。列支敦士登婦女於1984年獲得選舉權，在此之前無法參選議會。

## 選舉
根據列支敦士登憲法，列支敦士登議會原由15名議員組成。1988年，全民公決通過的憲法修正案將議員數目增至25人，所有議員須以開放名單比例代表制從兩個選區中選出，選舉門檻為8%，任期四年。高地選區擁有15個席位，低地選區有10個席位。高地選區由埃申、甘普林、毛倫、鲁格尔、施伦贝格5個市鎮組成，低地選區由巴尔策斯、普兰肯、沙恩、特里森、特里森貝格、瓦都茲6個市鎮組成。列支敦士登議會選舉使用自由式名單制，選民可投票給與選區應選席次總額相等的候選人，亦可從選票中刪除或添加候選人名字。選舉通常在議會任期第四年的二月或三月舉行。